# یواس‌اس برادفورد (دی‌دی-۵۴۵)
یواس‌اس برادفورد (دی‌دی-۵۴۵) (به انگلیسی: USS Bradford (DD-545)) یک کشتی بود که طول آن ۱۱۴٫۷ متر (۳۷۶ فوت) بود. این کشتی در سال ۱۹۴۲ ساخته شد.